# Villanova Monteleone
Villanova Monteleone (sardisk: Biddanòa Monteleòne) er en by og en kommune (comune) i provinsen Sassari i regionen Sardinien i Italien. Byen ligger i 567 meters højde og har 2.304 indbyggere (2016). Kommunen har et areal på 202,68 km² og grænser til kommunerne Alghero, Bosa, Ittiri, Monteleone Rocca Doria, Montresta, Padria, Putifigari, Romana og Thiesi.